# Atlântida FM Porto Alegre
Atlântida FM Porto Alegre é uma emissora de rádio brasileira sediada em Porto Alegre, capital do estado do Rio Grande do Sul. Opera no dial FM, na frequência 94.3 MHz, e é uma emissora própria e matriz da Rede Atlântida, pertencente ao Grupo RBS. Seus estúdios estão localizados na sede do jornal Zero Hora, no bairro da Azenha, onde estão as demais emissoras de rádio do grupo, e sua antena de transmissão está no alto do Morro da Polícia.

## História
Foi fundada em 1981, substituindo a Gaúcha-Zero Hora FM, de programação adulta. Com a entrada da Rádio Cidade FM em 1979 e sua revolução no mercado radiofônico porto-alegrense, a RBS reposicionou sua emissora de frequência modulada para o segmento jovem, para concorrer com a emissora do Jornal do Brasil. Sendo depois espalhada por diferentes municípios do Estado do Rio Grande do Sul, até se implantada emissoras também por Santa Catarina e em Brasília. A partir de seus estúdios são gerados os principais programas da rede para todo o Sul do Brasil. A rádio Atlântida está voltada para o público jovem de classes A, B e C dos estados do Rio Grande do Sul e Santa Catarina. Programas como o Pretinho Básico e o Bola nas Costas tem características populares, repletos de bom humor. Seus estúdios estão localizados na sede do jornal Zero Hora, no bairro Azenha, em Porto Alegre, desde o dia 12 de junho de 2017.

### Década de 1990
Na década de 1990 destaca-se a veiculação do Humorístico Programa X. É considerado o precursor do Pretinho Básico e do Cafezinho (programa criado na extinta Pop Rock que está no ar na sua sucessora Mix FM). Entrou no ar em 17 de abril de 1995 e durou até abril de 1997, sendo renomeado para Programa Y.
Era comandado de segunda à sexta, das 12 às 14 horas, por Alexandre Fetter, contando com a participação de humoristas que realizavam imitações e contavam piadas. O programa era dirigido por Zé Victor Castiel. Já o diretor da RBS Rádios à época, Jorge André Brites, era conhecido no programa como "Supremo Laos".
Outra atração humorística que passou pela programação da rádio foi A Hora da Sbórnia, em 1994, com os músicos e atores Hique Gomez e Nico Nicolaiewsky, que interpretavam, respectivamente, Kraunus Sang e Maestro Pletskaya, no espetáculo teatral Tangos e Tragédias. O programa, com duração aproximada de cinco minutos, apresentava esquetes dos atores.

## Planeta Atlântida
Em 1996, no Rio Grande do Sul, no balneário de Atlântida, no litoral gaúcho a primeira edição do festival Planeta Atlântida, com diversas atrações musicais. 
Dois anos depois, em 1998, a edição catarinense é do ramal catarinense da emissora lançou a mesma proposta para o litoral desse estado, sendo Florianópolis a sede do evento, atualmente ocorrendo no norte da Ilha de Santa Catarina, no bairro de Canasvieiras.

## Estúdio invadido
No dia 18 de setembro de 2002, o estúdio foi invadido por um roqueiro armado. O vocalista da banda de rock Além do Céu Cinzento, Marcos Vinicius dos Santos, invadiu o estúdio da rádio por volta das 15h10min. No horário, quem estava no estúdio era Márcio Paz com seu programa "Na Paz". Os jornais divulgaram que, na entrada da emissora, ele havia se identificado com a carteira de músico de seu pai, mas o fato é que o porteiro da emissora havia anotado a filiação, e não o seu nome. Marcos entrou no estúdio pedindo para que um estagiário saísse e entregasse uma carta-manifesto à direção denunciando esquemas de jabá da emissora e apontando uma arma para Márcio Paz, obrigando o mesmo a tocar o CD da banda, que haviam lançado na época.  No ar, enquanto Márcio anunciava as músicas, o músico disse que não "estava na paz".
Durante o período em que esteve no estúdio, ele e Márcio falavam sobre a dificuldade de novos grupos musicais tem de mostrar seu trabalho. Marcos se entregou ao Batalhão de Operações Especiais da Brigada Militar e à advogada de Márcio depois de ter seu CD tocado duas vezes. Na saída, o locutor disse à imprensa que "o  músico  não era marginal, mas sim uma pessoa revoltada com o sistema", que estava apavorado e não tinha condições de falar. O músico estava com uma roupa de borracha preta, óculos escuros e forte maquiagem embaixo dos olhos. Toda essa história foi relatada em detalhes no livro Além do Céu Cinzento, do escritor Marvin Deorsan, de 2013

## Mudança de frequência
Até ao mês de maio de 2008 a Radio Atlântida na capital gaúcha operava na frequência de 94.1 MHz. Entretanto, a fim de adequar-se aos novos padrões de telecomunicação, em específico, a readequação procedida pela Anatel (Agência Nacional de Telecomunicações) no dial FM da Grande Porto Alegre, e procurando evitar possíveis interferências com a Rádio Gaúcha (que estreara em FM no mesmo ano em 93.7 MHz), a partir do dia 13 de maio de 2008, a rádio passou a ser sintonizada exclusivamente na nova frequência de 94.3 MHz. Uma campanha publicitária foi veiculada na mídia da Capital para promover a alteração.

## Já passaram pela emissora
- Sérgio do Erre
- Everton Cunha (Mister Pi)
- Gerson Pont
- Júlio Fürst
- Bira Brasil
- Eron Dalmolin
- Thadeu Malta
- Márcio Paz
- Rogério Forcolen
- Carlos Roberto Escova
- Paulo Moreira
- Val Paz
- Fabiano Baldasso
- João Guilherme Minuzzo (atualmente na Rádio Eldorado da Rede Pampa)
- Pedro Smaniotto
- Nego Di